# Haydn-Haus (Eisenstadt)
Het Haydn-Haus is een museum in Eisenstadt in de Oostenrijkse deelstaat Burgenland. Het is gewijd aan de componist Joseph Haydn (1732-1809).

## Collectie
Zijn leven wordt uitgebeeld in verschillende gerestaureerde kamers, zoals de werkkamer, keuken en slaapkamer. Er staan originele stukken opgesteld, zoals zijn hamervleugel van de pianomaker Anton Walter uit 1780 en een orgeltafel die in de Bergkerk in Eisenstadt heeft gestaan. Verder worden allerlei memorabilia getoond, waaronder persoonlijke brieven, notenschrift en een portretmedaillon.
Het museum stelt zijn leven als privépersoon centraal en gaat bijvoorbeeld ook in op de ruzie die hij met de buren had vanwege een gedeelde ingestorte steunmuur. Daarnaast worden er wisselende exposities getoond, zoals over de vrouwen in zijn leven en zijn vriendschap met Mozart.
Ook komt zijn rol als vrijmetselaar aan de orde. Hij werd in 1785 lid van de vrijmetselaarsloge van Wenen, 'Zur wahren Eintracht'. Ondanks dat hij de loge slecht eenmaal bezocht heeft, zou Haydn volgens de biograaf Georg August Griesinger (1769-1845) wel als vrijmetselaar geleefd hebben. Dit zou onder meer uit zijn composities naar voren komen.

## Geschiedenis van het huis en de tuin

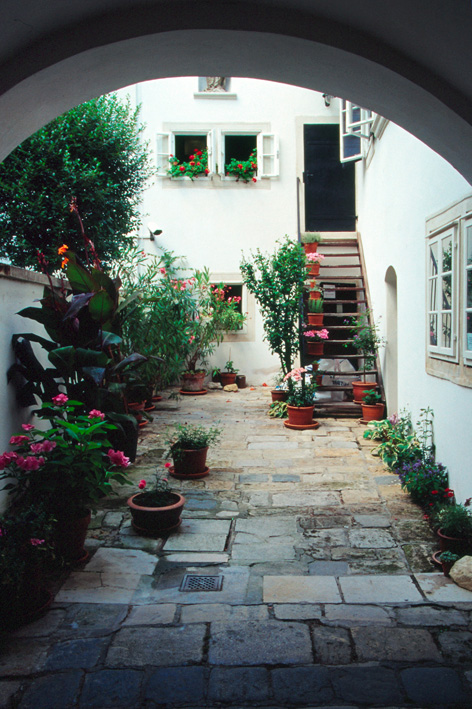
Kruidentuin in 2007

Het bouw van het huis gaat terug naar de 16e eeuw en sindsdien werd het verschillende malen verbouwd. Haydn woonde hier van 1766 tot 1778, terwijl hij kapelmeester was aan het hof van de Esterházy's.
Hij kocht dit huis tegelijk met de tuin die zich in die tijd buiten de stadsmuren bevond. Hij en zijn vrouw Anna Aloisia plantten hier groenten, kruiden en sierplanten. Daar hadden ze ook een tuinhuisje staan waar Haydn zich geregeld terugtrok om te componeren.
Met hun verhuizing in 1778 deden ze ook de tuin van de hand. In 2002 werd bij het huis een tuin aangelegd in barokstijl.